# Alexander Münster
Le comte, plus tard prince, Alexandre Otto Hugo Wladimir Münster (1er septembre 1858 - 12 octobre 1922) est un aristocrate allemand qui est le propriétaire de Maresfield Park, Maresfield, East Sussex.

## Biographie
Alexander Münster est né à Holle, royaume de Hanovre, le 1er septembre 1858  fils du prince Georg Herbert Münster (1820 - 1902), ambassadeur de l'Empire allemand à Londres 1873-1885 puis à Paris  et de sa première épouse, la princesse Alexandra Mikhailnovna Galitzine.

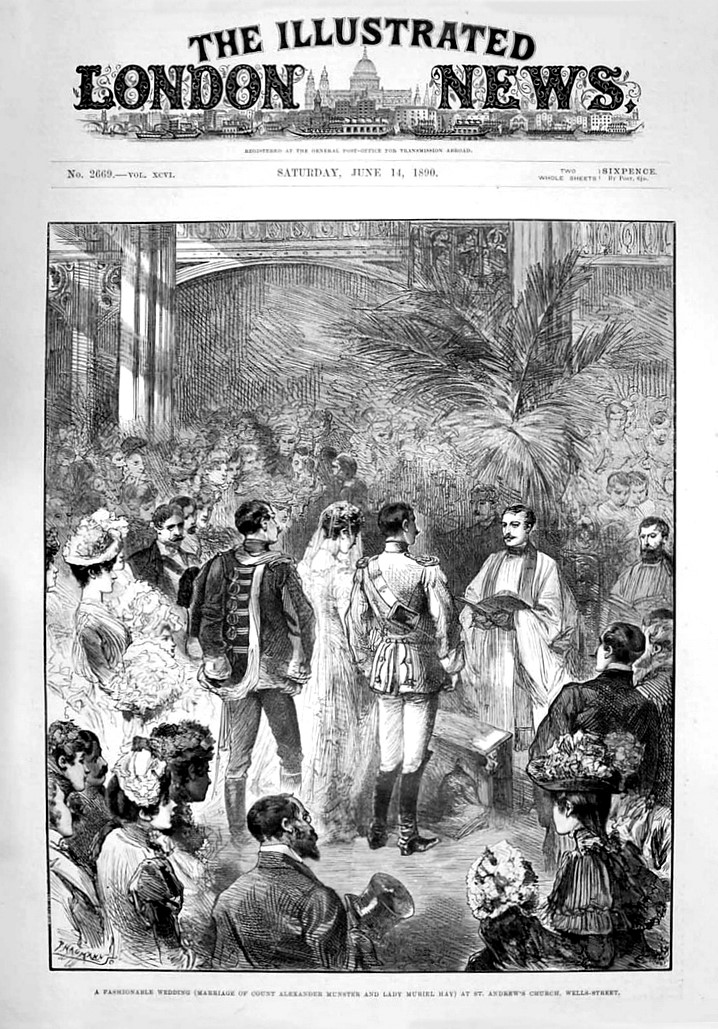
Mariage du comte Alexander Munster et de Lady Muriel Hay, St Andrews, Wells Street, Illustrated London News, 1890.

En 1890, il épouse Lady Muriel Hay (1863-1927), fille de George Hay-Drummond (12e comte de Kinnoull), à l'église St Andrews de Wells Street, Londres, un événement décrit sur la première page de l'Illustrated London News . Le couple a deux fils, Friedrich (1891-1942) et Paul (1898-1968) .

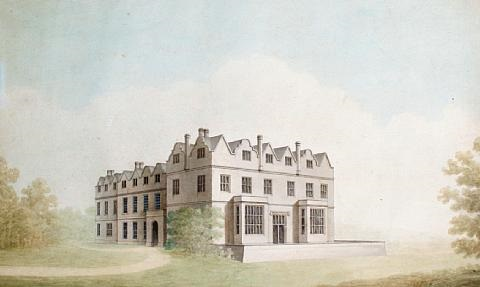
Maresfield Park dans une aquarelle de Benjamin Dean Wyatt

Münster acquiert Maresfield Park en 1899 à Hervey Charles Pechell. En 1915, pendant la Première Guerre mondiale, il est saisi par le gouvernement britannique en vertu des lois sur le commerce avec l'ennemi, car il est citoyen allemand ,. Les dossiers relatifs à Maresfield Park sont conservés par le East Sussex Record Office .
Il est décédé le 12 octobre 1922 . Maresfield Park est vendu en 1924 .